# 相棒 -劇場版II- 警視庁占拠! 特命係の一番長い夜
『相棒 -劇場版II- 警視庁占拠! 特命係の一番長い夜』（あいぼう げきじょうばん ツー けいしちょうせんきょ! とくめいがかりのいちばんながいよる）は、2010年12月23日に全国東映系にて公開された日本映画であり、テレビ朝日系の刑事ドラマシリーズ『相棒』の劇場版第2作。

## 概要
『相棒』が土曜ワイド劇場での放送開始から10周年を迎えたことを記念して製作され、その放送10周年となる2010年6月3日にseason9放送決定のアナウンスと同時に本作の公開が発表された。
前作『相棒 -劇場版- 絶体絶命! 42.195km 東京ビッグシティマラソン』以来、約2年8ヶ月ぶりの劇場版で、監督は和泉聖治、脚本は輿水泰弘、戸田山雅司。杉下右京の相棒が亀山薫（寺脇康文）から神戸尊（及川光博）になってから初の劇場版となり、及川光博は本格的な劇場版の初参加となる。なお、及川はseason10をもって卒業したものの、その後の『相棒 -劇場版III- 巨大密室! 特命係 絶海の孤島へ』や『相棒 -劇場版IV- 首都クライシス 人質は50万人! 特命係 最後の決断』にも出演している。
本作は警視庁が舞台となり、各部の部長・警視総監以下12人の幹部たちが人質に取られる事件を発端とした物語が展開される。
時系列は『相棒 劇場版I』から約2年後に起きた出来事であると同時に、season9 第9話『予兆』とseason9 第1話『顔のない男』の間の、2010年7月の出来事として位置づけられている。公開前日の2010年12月22日に放送されたseason9 第9話では、本作とリンクした前日談が描かれ、本作の事件直前の状況にも触れられている。また、season9 第16話以降のレギュラー放送では、本作の事件について直接触れられるようになり、特にseason9 最終話では本作の結末がストーリーに大きく影響している。2010年11月に本作を原案とした小説が小学館文庫より出版されている。
2012年5月6日に『日曜洋画劇場』枠で地上波初放送、19.1%の視聴率を記録した（ビデオリサーチ調べ、関東地区・世帯・リアルタイム）。そして2013年3月31日は『相棒シリーズ X DAY』公開記念として、同枠で再び放送されたが、『日曜洋画劇場』は同日を以て、前身の『土曜洋画劇場』から46年半の幕を降ろし、今後は次番組『日曜エンタ』の一企画扱いに降格するため、本作が『日曜洋画劇場』レギュラー放送としては最後の作品となった。

## ストーリー
ある事件を解決に導いた杉下右京と神戸尊。退勤の直前、尊が首席監察官の大河内春樹から剣道の稽古に付き合うよう命じられる。右京は稽古が終わるまで部屋で待つ事になった。この日、警視庁内は先述の事件解決の在庁祝いが開かれていた。
稽古を終え、大河内と別れた尊はエレベーター付近で言い争いをする男女に出会う。男が拳銃を持っていることに気づいた尊は咄嗟に女をエレベーターに引き込み、ドアを閉める。女に刑事部に連絡を取るよう言った直後、庁内に火災報知器が鳴り響く。
程なくして、警視庁庁舎内で警視総監以下幹部12人を人質とした籠城事件が発生。犯人は尊と接触したあの男。犯人は一切の要求を言わぬまま膠着状態が続く。右京と尊達の活躍で、籠城犯の正体が元警視庁の刑事・八重樫哲也であることが判明するが、籠城した会議室に銃声が響いたことから特殊班と機動隊が強行突入。八重樫が射殺されるという形で終結、人質の幹部たちは事件に関して一様に口を閉ざし、警視庁幹部は八重樫射殺を正当防衛で処理しようとする。
だが、不明のままの八重樫の動機に疑問を抱いた右京と尊は、独自に究明に動き出す。そして八重樫と接触し、尊が助けた女性・朝比奈圭子の元に辿り着いたことから、一連の事件が7年前に捜査員が死亡した事件、そして警視庁公安部の背後にいる黒幕「影の管理官」が絡んでいることが明らかになる。だが、真実を明らかにしようとする右京と尊は、真実を闇に葬ろうとする警視庁上層部、警察庁上層部と対峙する。
そして真実が明らかになった時、事態は思わぬ結末を迎えてしまう。

## 登場人物

### メインキャラクター
杉下右京
演 - 水谷豊
警視庁特命係係長 警部。冷静沈着で風変わりな変人だが、ずば抜けて高い推理力・洞察力を持ち、権力に迎合することなく難事件を解決する。
神戸尊
演 - 及川光博
警視庁特命係 警部補。元々は右京を調査するために警察庁から送り込まれたスパイだったが、右京と共にいる内にその任を終えてからも特命係残留を決心し、右京の相棒となる。気障でクールな負けず嫌いで、右京と張り合う。本作では右京の無茶な行動を手助けしている。
伊丹憲一
演 - 川原和久
警視庁捜査一課 巡査部長。三浦、芹沢ら“トリオ・ザ・捜一”リーダー格。特命係とは何かと張り合おうとする傾向がある。
三浦信輔
演 - 大谷亮介
警視庁捜査一課 巡査部長。“トリオ・ザ・捜一”最年長でトリオのなだめ役。
芹沢慶二
演 - 山中崇史
警視庁捜査一課 巡査。“トリオ・ザ・捜一”最年少でお調子者。
角田六郎
演 - 山西惇
警視庁組織犯罪対策部組織犯罪対策第5課長 警視。「暇か？」と言って特命係の部屋で油を売ったり、仕事を頼んだりしている。
米沢守
演 - 六角精児
警視庁刑事部鑑識課主任 巡査部長。右京と馬が合い、特命係への捜査協力を惜しまない強い味方。本作では籠城犯の特定に力を貸し、体を張った活躍を見せる。
大木長十郎、小松真琴
演 - 志水正義、久保田龍吉
警視庁組織犯罪対策部組織犯罪対策第5課 巡査部長。
内村完爾
演 - 片桐竜次
警視庁刑事部長 警視長。特命係を目の敵にする頑固者で面子を重視する。本作では警視庁の各部長との会議中に、籠城事件の人質として拘束されてしまう。
警視庁幹部人事刷新案では、広島県警察本部 本部長に勧められる。
中園照生
演 - 小野了
警視庁刑事部参事官 警視正。内村の腰巾着。本作では内村が人質となってしまったため、自身が籠城事件対処の緊急対策本部長として陣頭指揮を執る羽目になるが、緊張の余り禄に指揮も執れなかった。
陣川公平
演 - 原田龍二
警視庁刑事部捜査一課一係・経理担当 警部補。真面目だが「残念な男」であり、本作では振り込め詐欺の注意を呼びかける貼紙を警視庁内で貼っていた。一時特命係に配属された時期があり、尊には先輩としての立場を示している。また、米沢同様、籠城犯の特定に力を貸し、体を張った活躍を見せる。
大河内春樹
演 - 神保悟志
警視庁警務部人事第一課首席監察官 警視正。尊とは旧知の仲で彼を気にかけているが、本作での事件を巡り対立する。
宮部たまき
演 - 益戸育江
小料理屋「花の里」女将。右京の元妻であり、彼の良き理解者。
小野田公顕
演 - 岸部一徳
警察庁長官官房室長 警視監。過去のある事件の失敗の責任を右京一人に押しつけて特命係が誕生したきっかけを作った張本人。特命係に手を貸すこともあるが、敵対する時もある。自らの政治的野望のために様々な策謀をめぐらす。

### 通常回にも登場したゲストキャラクター

#### 人質となった警察関係者
田丸寿三郎
演 - 品川徹
警視庁警視総監。金子文郎警察庁長官と事あるごとに対立する。
警視庁幹部人事刷新案では、財団法人日本政策調査会 理事長に勧められる。
長谷川宗男
演 - 國村隼
警視庁副総監兼警務部長 警視監。東大セーリング部出身であり、同じ出身の松下・鈴木とは親密な仲で、派閥を形成している。
警視庁幹部人事刷新案では、警察庁刑事局局長に勧められる。
原子嘉和
演 - 大出俊
警視庁公安部長 警視監。
田中靖
演 - 五王四郎
警視庁総務部長 警視長。
警視庁幹部人事刷新案では、佐賀県警察本部 本部長に勧められる。
井手実篤
演 - 井上高志
警視庁警備部長 警視長。
警視庁幹部人事刷新案では、危機管理担当情報安全センター長に勧められる。
川上博康
演 - 重松収
警視庁組織犯罪対策部長 警視長。
警視庁幹部人事刷新案では、北海道警察本部組織犯罪対策局局長に勧められる。
尚、川上はseason9 第6話にも登場している。

#### その他
金子文郎
演 - 宇津井健
警察庁長官。小野田と共に警察庁の省格上げのため、警視庁の幹部一掃の計画に着手する。

### 映画単発のゲストキャラクター

#### 警視庁籠城事件の関係者
朝比奈圭子
演 - 小西真奈美
警視庁総務部装備課主任 警部補。元公安部外事三課刑事。籠城事件の折は八重樫に人質にされていたが、偶然遭遇した尊によって八重樫の手から救われている。かつて公安部外事三課の捜査員で磯村の婚約者。八重樫と磯村とは警察学校の同期で親しい間柄だった。7年前の事件以降、磯村を失った悲しみを引きずり続けている。そのため、磯村の死の真相と、彼の死の原因を作った影の管理官の人物が明らかになると、激しい怒りと憎悪に駆られ、復讐に走り掛けるが、右京と尊によって引き止められ、涙にくれながら、経緯を右京達に話すと右京に諭される形で自首をした。
八重樫哲也〈34〉
演 - 小澤征悦
警視庁人質籠城事件の犯人。
元組対部の刑事だったが、地域部地域総務課への異動を経て7年前に依願退職（退職時の階級は巡査部長）。今は探偵社に勤めている。後に7年前の反米イスラム過激派のテロリストの事件が警察幹部内の何者かによって起こされた自作自演であった事、公式人事部には表記されない『影の管理官』の存在とその人物が手引きをしていた事実を圭子と共に突き止め、幹部に告発書を提出したが、全員が揉み消した事により、直接的に影の管理官を炙り出すために、今作の事件を引き起こした。しかし、影の管理官の人物とその仲間の警察幹部と共に示し合わせで、混戦を引き起こされてしまい、その最中で射殺された。
磯村栄吾〈享年27〉
演 - 葛山信吾
故人。公安部外事第三課捜査員。朝比奈の婚約者だった。7年前にアメリカ国防長官暗殺を狙う上海系マフィアを隠れ蓑にした反米イスラム過激派のテロリストの捜査に当たっていたが、テロリストの船に仕掛けられた爆弾の犠牲になり死亡。

#### 人質となった警察関係者
三宅貞男
演 - 石倉三郎
警視庁生活安全部長 警視長。ノンキャリアでありながら現在の地位まで出世したことから同じ経歴の警察官に「ノンキャリアの星」と称えられ、退職後には大手企業顧問の座が用意されていた。しかし、小野田の画策する警視庁幹部人事刷新により、幹部の中で三宅だけ懲戒解雇されることが決定してしまう。
松下伊知郎
演 - 名高達男
警視庁通信部長 警視監。実際の警視庁には、通信部が実在しない。
警視庁幹部人事刷新案では、内閣総理大臣官房交通安全対策室長に勧められる。
鈴木光彦
演 - 大森博史
警視庁地域部長 警視長。
警視庁幹部人事刷新案では、財団法人青少年防犯協会会計参与に勧められる。
寺門宗佑
演 - 佐々木勝彦
警視庁警察学校長 警視長。
警視庁幹部人事刷新案では、警備会社の社外執行役に勧められる。
鶴岡小太郎
演 - 佐渡稔
警視庁交通部長 警視長。
警視庁幹部人事刷新案では、財団法人道路情報整備機構相談役に勧められる。

#### その他
丸山秀明
演 - 平岳大
警察庁長官官房総務課 警部。小野田の腹心の部下であり、小野田の意向に沿うことなら自ら汚れ役を買うことも厭わない。
曹良明（ソウ・リョウメイ）
演 - 本宮泰風
中国系マフィアの一人。7年前のテロ事件に関与しており、八重樫が彼の行方を捜していた。その事件での仲間を裏切る行為から、中華街にいる同じ上海系マフィアから命を狙われていると同時に恨みは深く、彼に関する聞き込みをした者を仲間と見なして制裁を加えようとするほどで、八重樫もその犠牲となった。
飯島政史
演 - 小木茂光
警視庁警備部警備第一課長・警視正。籠城事件の対処において、犯人が元警察官と知ると警察の威信を重視し、機動隊の強行突入を中園に迫る。
磯村幸恵
演 - 丘みつ子
磯村栄吾の母親。
李華来（リー・ファーライ）
演 - 江波杏子
中国福建省出身の中華街住人。曹良明に関する聞き込みをしていた右京と尊が上海系マフィアに襲われそうになったところで、二人が警察官だと説明して助ける。以前同じように曹を探していた八重樫を救ったことがある。
自らが住む街で生死に関わる事件が頻発している事を憂いており、右京と尊に情報を提供し「2度と来ないでおくれ。この街で血が流れるのは、もうこりごりなんだよ」と言って帰している。

## スタッフ
- 監督 - 和泉聖治
- 監督補 - 東伸児
- 脚本 - 輿水泰弘、戸田山雅司
- 製作総指揮 - 早河洋
- エグゼクティブ・プロデューサー - 平城隆司
- 企画 - 桑田潔
- 製作 - 神山郁雄、鈴木武幸、水谷晴夫、大西豊、脇坂聰史、岩本孝一、佐藤庄平
- プロデューサー - 松本基弘、上田めぐみ、伊東仁、香月純一、西平敦郎、土田真通
- 撮影 - 会田正裕
- 美術 - 近藤成之
- 装飾 - 山岸正一
- 照明 - 大久保武志
- 音楽 - 池頼広
- 録音 - 舛森強
- 編集 - 只野信也
- 音響効果 - 佐々木英世、西村洋一
- 選曲 - 藤沢信介
- 助監督 - 安養寺工
- スクリプター - 唐崎真理子
- 制作担当 - 金井光則
- 警察監修 - 飯田裕久
- ラインプロデューサー - 今村勝範
- 音楽プロデューサー - 津島玄一
- 宣伝プロデューサー - 孤嶋健二郎
- アソシエイトプロデューサー - 高野渉、山田兼司
- 共同プロデューサー - 遠藤英明
- 協賛 - 木下工務店
- 制作プロダクション - 東映東京撮影所、東映テレビ・プロダクション
- 製作 - 「相棒-劇場版II-」パートナーズ（テレビ朝日、東映、トライサム、小学館、朝日放送、メ〜テレ、マザーエンタープライズ）
- 配給 - 東映

## 公開
丸の内TOEI1他全国327スクリーンで公開され、2010年12月23日初日のみで興収2億638万6,900円、動員16万8,173人を記録し、25,26日の土日2日間で興収2.7億円、動員は20万人になり映画観客動員ランキング（興行通信社調べ）で初登場第1位となった。初週5日間の累計興収も7億円を突破している。ぴあ初日満足度ランキング（ぴあ映画生活調べ）では第4位になっている。更に2011年1月1日,2日には累積成績が興収12億3,600円、動員103万7,000人を記録し、1月10日までには動員174万7,007人、興収20億7,399万6,500円を突破し3週連続動員ランキング第1位となった。公開第4週で累計興収は23億7,335万6,450円と200万人を突破し、1月18日には観客動員200万人突破記念舞台あいさつが行われた。

## DVD・Blu-ray
2011年8月3日発売。発売元はテレビ朝日、販売元はジェネオン・ユニバーサル・エンターテイメントジャパン。本作で「相棒」シリーズ初となるブルーレイ版が発売された。
- 相棒 -劇場版II 警視庁占拠! 特命係の一番長い夜 通常版（1枚組）
  - 劇場公開版本篇を収録。封入特典（初回生産分のみ）は杉下右京&小野田官房長 特製フォトカード。
- 相棒 -劇場版II 警視庁占拠! 特命係の一番長い夜 豪華版BOX（5枚組・完全初回限定生産）
  - 劇場公開版本篇ディスクと劇場公開版に未公開シーンを追加・再編集した長尺版本編を収録した本篇エクステンデッド・エディションの特典ディスクの他、メイキングとキャストインタビュー集、イベント映像・各種イベント映像・特報・劇場予告編・TVスポット集が収録された特典DVD3枚が付属。封入特典は「相棒 -劇場版II-」特製ブックレット（18P）と杉下右京&小野田官房長 特製フォトカード（通常版初回生産分と同様）。特製アウターケース&デジパック仕様。

DVDおよびBlu-ray Discの発売を記念して、テレビCMに海外テレビドラマ『刑事コロンボ』の主人公であるコロンボ刑事（演：ピーター・フォーク）が登場している。これは『コロンボ』の日本国内における版権元が同じジェネオン・ユニバーサルであったことから実現したもの。なお、ピーター・フォークの声は石田太郎が吹き替えている。DVD通常版が発売初週で約2万1000枚を売り上げ、オリコン週間DVD総合ランキングで総合首位となった。

## テレビ放送
| 回数 | 番組名（放送枠名） | 放送日         | 放送時間      | 放送分数 | 視聴率 | 備考 |
| ---- | ------------------ | -------------- | ------------- | -------- | ------ | --- |
| 1    | 日曜洋画劇場       | 2012年5月6日   | 21:00 - 23:19 | 139分    | 19.1%  | |
| ２   | 日曜洋画劇場       | 2013年3月31日  | 21:00 - 23:19 | 139分    | 17.4%  | 『相棒シリーズ X DAY』公開記念として放送。 また、『日曜洋画劇場』は同日を以て、前身の『土曜洋画劇場』から46年半の幕を降ろし、今後は次番組『日曜エンタ』の一企画扱いに降格するため、本作が『日曜洋画劇場』レギュラー放送としては最後の作品となる。 |
| ３   | 日曜洋画劇場       | 2013年10月13日 | 21:00 - 23:29 | 149分    | 13.2%  | 特別編 |
| ４   | 日曜洋画劇場       | 2014年4月20日  | 21:00 - 23:19 | 139分    | 13.4%  | |
| ５   | 土曜プライム       | 2017年2月2日   | 21:00 - 23:16 | 136分    | 13.5%  | 宮部たまきを演じる益戸育江が、2016年10月25日に大麻取締法違反の疑いで逮捕された。それに伴い、彼女の出演部分をカットして放送された。 |
| ６   |                    | 2018年3月17日  | 21:00 - 23:15 | 135分    | 11.1%  | 前回同様、宮部たまきを演じる益戸育江の出演部分をカットして放送された。 |

- 視聴率はビデオリサーチ調べ、関東地区・世帯・リアルタイム。

## その他
- season8より完全テープレス、ノンリニア編集の撮影・編集形態となっているが、本作では撮影用カメラにはPanasonicのP2 HD Varicam AJ-HPX3700、データ収録にはAJA Video Systemsのテープレスメディアレコーダー「Ki Pro」が採用された[10]。